# Lew Ayres

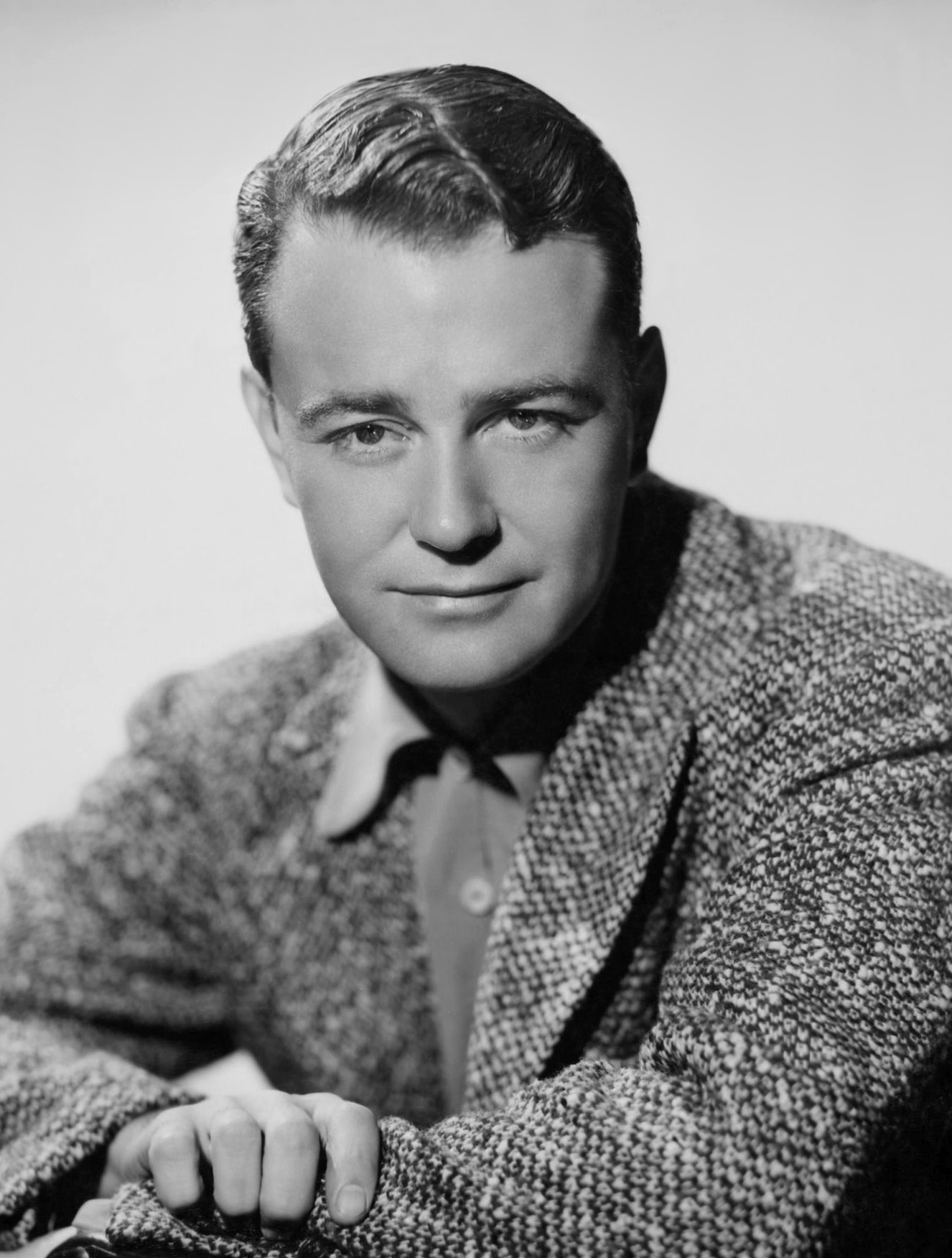
Lew Ayres (1938)

Lewis „Lew“ Frederick Ayres III (* 28. Dezember 1908 in Minneapolis, Minnesota; † 30. Dezember 1996 in Los Angeles, Kalifornien) war ein US-amerikanischer Schauspieler. Berühmt wurde er durch seine Hauptrolle als Paul Bäumer im Filmklassiker Im Westen nichts Neues (1930). Es folgte eine rund 65 Jahre währende Film- und Fernsehkarriere, in deren Verlauf Ayres unter anderem für den Oscar nominiert sowie mit dem Golden Globe und zwei Sternen auf dem Hollywood Walk of Fame ausgezeichnet wurde.

## Leben

### Frühe Jahre
Lew Ayres wurde in Minneapolis als Sohn von Irma und Louis Ayres geboren. Seine Eltern waren Musiker und ließen sich scheiden, als er vier Jahre alt war. Er wuchs daraufhin einige Jahre bei seiner Großmutter Anna, einer Klavierlehrerin, auf. Diese entdeckte sein musikalisches Talent. Er spielte neben Gitarre auch Banjo und Saxophon. Im Jahr 1923 zog er mit seiner Mutter, seinem Stiefvater und seinem Halbbruder nach San Diego, wo er auch die High School besuchte. Er unterbrach die High School für kurze Zeit, um als Musiker zu arbeiten. Später, nach seinem Abschluss, studierte er ab 1926 Medizin an der University of Arizona. Nebenbei spielte er dort in der Jazzband der Universität Banjo und Gitarre. Er brach sein Medizinstudium schließlich ab und spielte fortan in Jazzbands in kalifornischen Nachtclubs. In einem Nachtclub in Los Angeles wurde Ayres von einem Hollywood-Agenten beim Tanz mit der Schauspielerin Lili Damita entdeckt.

### Karriere
Nach zwei kleinen Rollen erzeugte er mit seinem dritten Film erstmals größere Aufmerksamkeit: Er spielte einen naiven Jüngling in Der Kuß (1929), der der Titelheldin Greta Garbo einen Kuss gibt und so für Komplikationen sorgt. Sein vierter Film, der Antikriegsfilm Im Westen nichts Neues aus dem Jahr 1930, sollte ihn in der Hauptrolle des deutschen Soldaten Paul Bäumer schließlich weltberühmt machen. Die Verfilmung von Erich Maria Remarques gleichnamigem Roman wurde mit dem Oscar als bester Film des Jahres ausgezeichnet, stieß aber vor allem wegen seiner pazifistischen Haltung im Deutschen Reich auf erbitterten Protest bei rechten Verbänden und Nationalsozialisten, die von Joseph Goebbels zum Boykott des Films und anderer Filme der Beteiligten aufgerufen wurden. Von der US-amerikanischen Presse wurde Ayres hingegen für seinen Auftritt mit viel Lob bedacht.

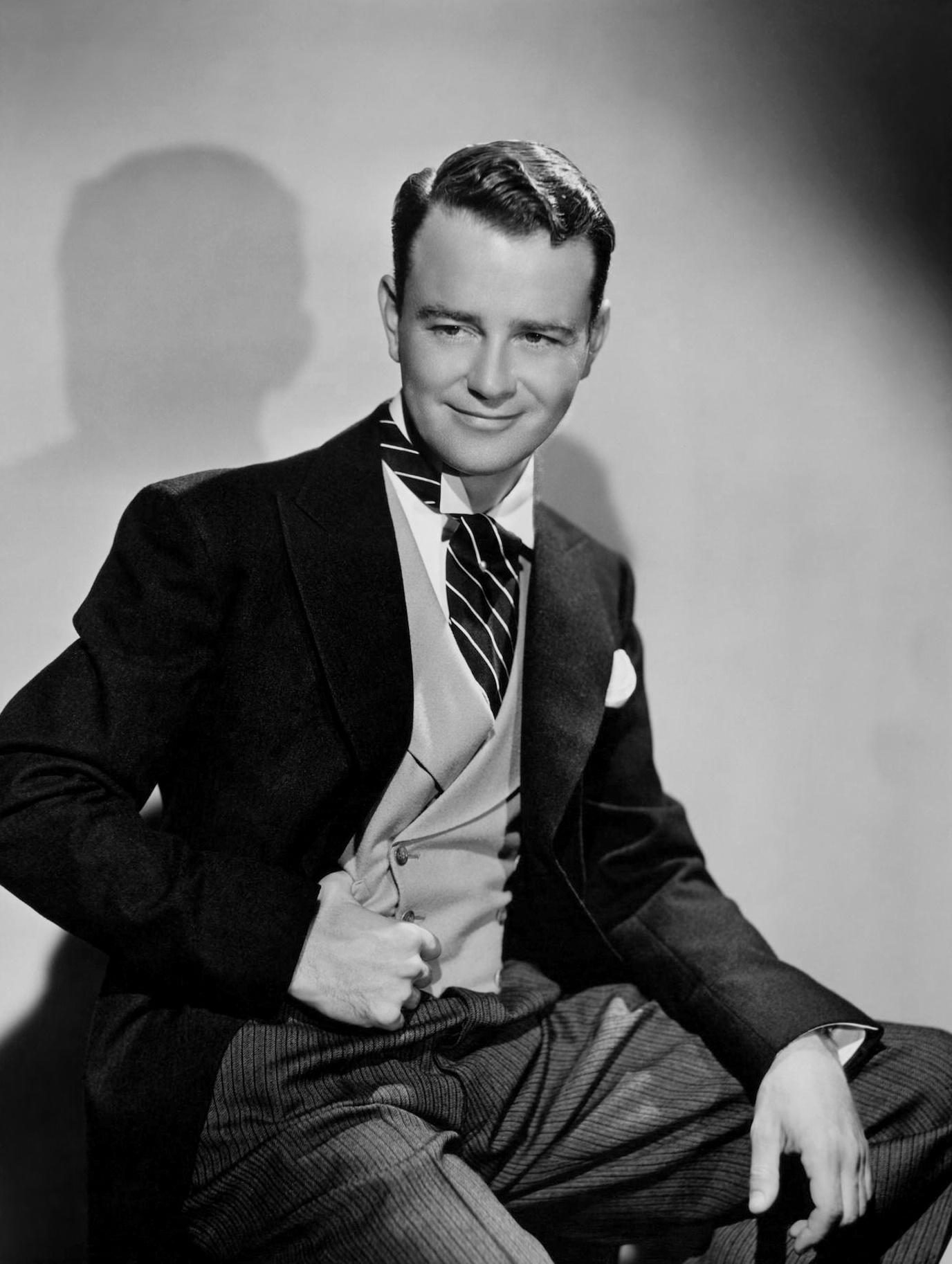
Lew Ayres (1938)

In den folgenden Jahren gelang dem jungenhaft aussehenden Schauspieler allerdings nicht der Sprung unter die Topstars in Hollywood. In den 1930er-Jahren wurde Ayres in den meisten seiner Rollen auf naive, etwas verwöhnte junge Männer aus gutem Hause beschränkt. Zu seinen bedeutenderen Rollen zählten ein aufstrebender Gangster im Kriminalfilm The Doorway to Hell (1930) neben James Cagney sowie ein Preisboxer in Iron Man (1931), der von seiner Geliebten, gespielt von Jean Harlow, verlassen wird. 1938 machte er wieder auf sich aufmerksam, als er in einer tragikomischen Rolle den Bruder von Katharine Hepburn in Die Schwester der Braut spielte, der unter seinem dominanten Vater leidet und dies im Alkohol ertränkt. Im selben Jahr erhielt Lew Ayres bei MGM die Rolle des Dr. Kildare im B-Film Dr. Kildare: Sein erster Fall. Der Film wurde ein so großer Erfolg, dass Ayres den gutmütigen und hilfsbereiten Arzt bis 1942 in acht Fortsetzungen verkörperte. Er sprach Dr. Kildare in den 1940er-Jahren ebenfalls in einer populären Radioserie.
Während des Zweiten Weltkriegs lehnte Ayres einen Kriegsdienst ab, weil er insbesondere durch seine Arbeit an Im Westen nichts Neues zum Pazifisten geworden war. Es entstand öffentliche Kritik am „berühmtesten Kriegsdienstverweigerer des Landes“, was MGM dazu veranlasste, seinen Vertrag aufzukündigen. Sein Ruf war erst wiederhergestellt, als die Öffentlichkeit erfuhr, dass er als Sanitäter für die US Army Medical Corps in Neuguinea und auf den Philippinen gearbeitet hatte. Er war unter anderem bei der Evakuierung in der Schlacht um Leyte im Einsatz. 
Nach dem Krieg nahm Ayres seine Filmkarriere wieder auf und spielte unter anderem eine Hauptrolle neben Olivia de Havilland in Robert Siodmaks Thriller Der schwarze Spiegel (1946). 1948 erzielte er an der Seite von Jane Wyman in dem Drama Schweigende Lippen einen persönlichen Erfolg. Die Rolle eines fürsorglichen Arztes, der sich um eine Gehörlose kümmert, brachte ihm seine einzige Oscar-Nominierung in der Kategorie Bester Hauptdarsteller ein. Es folgten weitere Hauptrollen für Ayres in zumeist eher kleineren Kinoproduktionen, unter anderem als ehrgeiziger Wissenschaftler im Science-Fiction-Film Donovans Hirn aus dem Jahr 1953. Danach blieben weitere Filmangebote für längere Zeit aus und Ayres trat ab Mitte der 1950er-Jahre vorrangig in Fernsehserien auf. 1962 hatte er eine nennenswerte Nebenrolle als Vizepräsident der USA in Otto Premingers Politikdrama Sturm über Washington, sein erster Kinofilm seit neun Jahren.
In 1970er- und 1980er-Jahren stand Ayres wieder häufiger vor der Kamera. Der mittlerweile ergraute Ayres spielte nun als Charakterdarsteller meist den Rollentyp des freundlichen älteren Herren oder der klugen Autoritätsfigur, so verkörperte er mehrfach Präsidenten, Ärzte und Professoren. Er übernahm Nebenrollen in Filmen wie dem Science-Fiction-Film Die Schlacht um den Planet der Affen, dem Horrorfilm Damien – Omen II mit William Holden oder Terence Hills Don-Camillo-Neuverfilmung Keiner haut wie Don Camillo. Im amerikanischen Fernsehen war er in Serien wie Unsere kleine Farm, Magnum, Ein Engel auf Erden und Das A-Team ein gefragter Gastdarsteller. In der Columbo-Folge Teuflische Intelligenz von 1974 spielte er einen integren Wissenschaftler, der ermordet wird, als er einen Skandal aufdecken will. 1994 zog Ayres sich mit seinem Auftritt in dem Fernsehfilm Hart aber herzlich – Dem Täter auf der Spur nach über 150 Film- und Fernsehauftritten endgültig aus dem Schauspielgeschäft zurück.

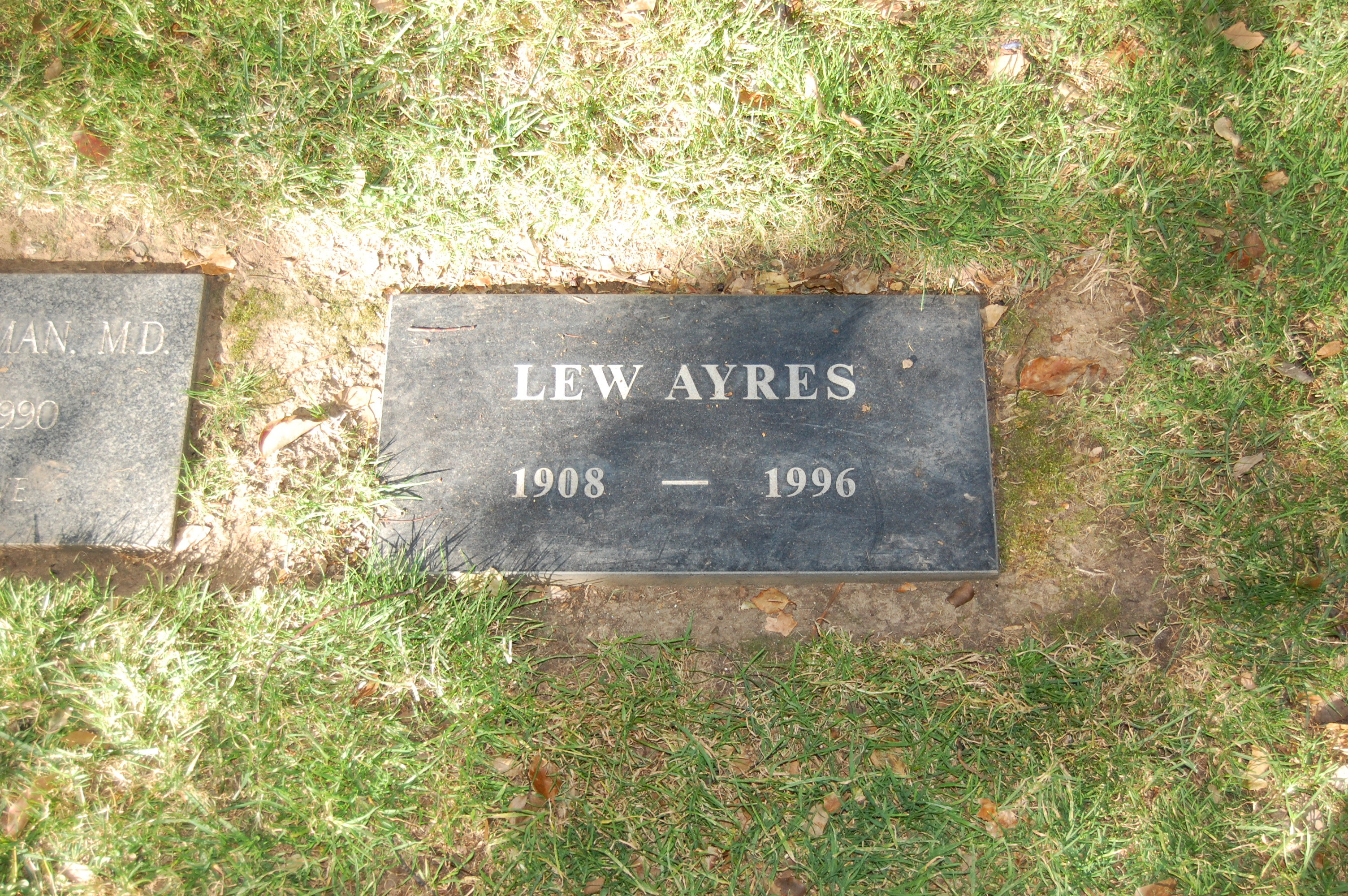
Grab von Lew Ayres auf dem Westwood Village Memorial Park Cemetery

Ayres führte gelegentlich auch Regie. 1936 inszenierte er für Republic Pictures das Historiendrama Hearts in Bondage mit Mae Clarke und David Manners in den Hauptrollen. Es blieb seine einzige Regiearbeit bei einem Spielfilm, später drehte er noch zwei Dokumentarfilme: Altars of the East (1955) und Altars of the World (1976), die sich beide dem Thema Religion widmeten. Altars of the World, seine 150-minütige Dokumentation über die verschiedenen Weltreligionen, wurde 1977 mit dem Golden Globe in der Kategorie Bester Dokumentarfilm ausgezeichnet.

### Privatleben
Lew Ayres war dreimal verheiratet: zunächst zwischen 1931 und 1933 mit der Schauspielerin Lola Lane und von 1934 bis 1940 mit Ginger Rogers. Ende der 1940er-Jahre begann er eine Beziehung mit der Schauspielerin Jane Wyman, die für ihn ihren damaligen Ehemann Ronald Reagan verließ. Wyman und Ayres trennten sich bereits nach kurzer Zeit wieder. Seiner letzten Ehe mit Diana Hall, die von 1964 bis zu seinem Tod hielt, entstammt ein Sohn.
Der Schauspieler interessierte sich sehr für Philosophie und Religion, hielt über diese Themen Vorträge und schrieb zahlreiche Aufsätze. Für seine philosophischen Tätigkeiten erhielt er 1979 einen Ehrendoktor der Oakland University.
Lew Ayres starb am 30. Dezember 1996, zwei Tage nach seinem 88. Geburtstag, in Los Angeles. Er wurde auf dem Westwood Village Memorial Park Cemetery in Westwood bestattet.

## Filmografie (Auswahl)

### Als Schauspieler

#### Kino
- 1929: The Sophomore
- 1929: Der Kuß (The Kiss)
- 1930: Im Westen nichts Neues (All Quiet on the Western Front)
- 1930: Common Clay
- 1930: The Doorway to Hell
- 1931: Iron Man
- 1932: The Impatient Maiden
- 1933: Jahrmarktsrummel (State Fair)
- 1933: Die Schule der Liebe (My Weakness)
- 1934: Servants’ Entrance
- 1934: Cross Country Cruise
- 1935: Luxusmädel (Lottery Lover)
- 1936: Verbrecherjagd (Murder with Pictures)
- 1938: Die Schwester der Braut (Holiday)
- 1938: Rich Man, Poor Girl
- 1938: Dr. Kildare: Sein erster Fall (Young Dr. Kildare)
- 1939: Dr. Kildare: Unter Verdacht (Calling Dr. Kildare)
- 1939: Dr. Kildare: Das Geheimnis (The Secret of Dr. Kildare)
- 1939: Tanz auf dem Eis (The Ice Follies of 1939)
- 1939: Irrwege der Liebe (Broadway Serenade)
- 1939: Remember?
- 1940: Dr. Kildare: Auf Messers Schneide (Dr. Kildare’s Strange Case)
- 1940: Dr. Kildare: Die Heimkehr (Dr. Kildare Goes Home)
- 1940: Dr. Kildare: Verhängnisvolle Diagnose (Dr. Kildare’s Crisis)
- 1941: Dr. Kildare: Vor Gericht (The People vs. Dr. Kildare)
- 1941: Dr. Kildare: Der Hochzeitstag (Dr. Kildare’s Wedding Day)
- 1942: Dr. Kildare’s Victory
- 1942: Schatten am Fenster (Fingers at the Window)
- 1946: Der schwarze Spiegel (The Dark Mirror)
- 1947: Ehebruch (The Unfaithful)
- 1948: Schweigende Lippen (Johnny Belinda)
- 1951: Der Todesfelsen von Colorado (New Mexico)
- 1953: Unschuldig gejagt (No Escape)
- 1953: Donovans Hirn (Donovan’s Brain)
- 1962: Sturm über Washington (Advise and Consent)
- 1964: Die Unersättlichen (The Carpetbaggers)
- 1972: Die Promenadenmischung (The Biscuit Eater)
- 1973: Die Schlacht um den Planet der Affen (Battle for the Planet of the Apes)
- 1977: Das Ende der Welt (End of the World)
- 1978: Damien – Omen II
- 1984: Keiner haut wie Don Camillo (Don Camillo)

### Fernsehen
- 1956–1961: Abenteuer im wilden Westen (Zane Grey Theater, drei Folgen)
- 1960: Route 66 (Folge 1x04)
- 1961: Dr. Kildare (Folge 1x00)
- 1962: Am Fuß der blauen Berge (Laramie, Folge 4x11)
- 1966: Tennisschläger und Kanonen (I Spy, Folge 1x15)
- 1966: FBI (The F.B.I., Folge 1x28)
- 1967: Rauchende Colts (Gunsmoke, Folge 13x03)
- 1967/1968: Big Valley (The Big Valley, zwei Folgen)
- 1968–1976: Hawaii Fünf-Null (Hawaii Five-O, vier Folgen)
- 1969: Dr. med. Marcus Welby (Marcus Welby, M.D., Folge 1x00)
- 1970: Meine drei Söhne (My Three Sons, Folge 10x23)
- 1970: Doris Day in … (The Doris Day Show, vier Folgen)
- 1970: Die Leute von der Shiloh Ranch (The Virginian, Folge 9x09)
- 1971: Killersatelliten (Earth II, Fernsehfilm)
- 1972: Owen Marshall – Strafverteidiger (Owen Marshall, Folge 2x04)
- 1973: Die Straßen von San Francisco (The Streets of San Francisco, Folge 1x22)
- 1973: Hawkins (Folge 1x04)
- 1974: Ein Computer wird gejagt (The Questor Tapes, Fernsehfilm)
- 1974: Columbo: Teuflische Intelligenz (Mind Over Mayhem)
- 1974: Der Magier (The Magician, Folge 1x21)
- 1974: Kung Fu (Folge 3x13 Caine und der alte Photograph)
- 1975: McMillan & Wife (Folge 5x02)
- 1977: Die Sieben-Millionen-Dollar-Frau (The Bionic Woman, zwei Folgen)
- 1977: The Mary Tyler Moore Show (Folge 7x19)
- 1977: Wonder Woman (Folge 2x03 Ein starker Gegner)
- 1978: Kampfstern Galactica (Battlestar Galactica, Folge 1x01)
- 1979: Brennen muss Salem (Salem’s Lot, Miniserie, zwei Folgen)
- 1979/1983: Fantasy Island (Fernsehserie, zwei Folgen)
- 1981: Love Boat (The Love Boat, Folge 4x12)
- 1981: Magnum (Magnum, P.I., Folge 1x11 Grundstückspekulanten)
- 1981: Von Mäusen und Menschen (Of Mice and Men, Fernsehfilm)
- 1982: Unter der Sonne Kaliforniens (Knots Landing, Folge 3x16)
- 1982: Trapper John, M.D. (Folge 4x01)
- 1982: Unsere kleine Farm (Little House on the Prairie, Folge 9x03 Bürgermeisterwahl)
- 1983: Quincy (Quincy, M.E., Folge 8x11)
- 1984: Fame – Der Weg zum Ruhm (Fame, Folge 3x15)
- 1984: Hotel (Fernsehserie, Folge 1x21)
- 1985–1986: Lime Street (8 Folgen)
- 1985–1989: Ein Engel auf Erden (Highway to Heaven, drei Folgen)
- 1986: Simon & Simon (Folge 6x05)
- 1986: Das A-Team (The A-Team, Folge 5x12 Landesverrat)
- 1988: Cagney & Lacey (Folge 7x10)
- 1988: The English Programme (5 Folgen)
- 1989: L.A. Law – Staranwälte, Tricks, Prozesse (L.A. Law, Folge 3x14)
- 1989: Geschändet und verleumdet (Cast the First Stone, Fernsehfilm)
- 1994: Hart aber herzlich: Dem Täter auf der Spur (Hart to Hart: Crimes of the Hart, Fernsehfilm)

### Als Regisseur
- 1936: Hearts in Bondage (Spielfilm)
- 1955: Altars of the East (Dokumentarfilm)
- 1976: Altars of the World (Dokumentarfilm)

## Auszeichnungen
- 1938: National Board of Review Award für Die Schwester der Braut
- 1948: Nominierung für den Oscar in der Kategorie Bester Hauptdarsteller für Schweigende Lippen
- 1960: Zwei Sterne auf dem Hollywood Walk of Fame in den Kategorien Radio und Film (1724 Vine Street und 6385 Hollywood Blvd.)
- 1975: Nominierung für den Emmy in der Kategorie Bester Gastauftritt eines Nebendarstellers in einer Serie für Kung Fu
- 1977: Golden Globe Award in der Kategorie Bester Dokumentarfilm für Altars of the World
- 1979: Ehrendoktor der Oakland University, hauptsächlich für philosophische Arbeiten[4]